# Die Freunde (Ludwig Tieck)
Die Freunde ist eine Erzählung von Ludwig Tieck und erschien 1797 in Friedrich Nicolais Sammlung Straußfedern.

## Inhalt
Ludwig Wandel geht einen kranken Freund in einem anderen Dorf besuchen. Bei aller Frühlingsstimmung von Natur und Menschen kann er nur an dessen Abschiedsbrief denken. Der Freund schreibt, dass er sich in tödlicher Krankheit im Frühling von den Gesunden verlassen fühlt. Wald und Vogelgesang bringen den Wanderer zu tiefsinnigen Betrachtungen und Märchenbildern aus der Kindheit, bei Ruinen erinnert er sich, wie viel er der Poesie verdankt. Bei Sonnenuntergang fällt ihm eine Frauengestalt ein, die ihn mit sich zieht. Er findet sich in unbekannter Landschaft. Feen bewirten ihn in einem Palast. Sie erfüllen seinen Wunsch, dass sein Freund gesund sei, und sagen ihm, dass ihr Reich schon lange bestehe und dass ihr Tag die Nacht der Sterblichen sei. Ein Fremder im Gebirge, der sein kranker Freund sein will, sagt, es gebe in dieser Pracht keine Liebe, da alle Täuschung niederfalle. Sein Sehnen nach ihm lässt Ludwig erwachen. Da ist es wirklich der gesundete Freund, der ihm entgegenging.